# Endopeptidază
Endopeptidazele sau endoproteinazele sunt peptidaze proteolitice care rup legăturile peptidice ale aminoacizilor non-terminali (care se află în interiorul moleculei), spre deosebire de exopeptidaze, care rup legăturile peptidice de la capetele terminale ale aminoacizilor terminali. Din acest motiv, endopeptidazele nu pot descompune peptidele în monomeri, în timp ce exopeptidazele pot descompune proteinele în monomeri. Un caz particular de endopeptidază este oligopeptidaza, ale cărei substraturi sunt oligopeptide în loc de proteine.
Endopeptidazele sunt de obicei foarte specifice pentru anumiți aminoacizi. Exemple de endopeptidaze includ:
- Tripsină - taie după Arg sau Lys, dacă nu este urmată de Pro. Funcționează cel mai bine la pH 8.
- Chimotripsină - taie după Phe, Trp sau Tyr, dacă nu este urmată de Pro. Taie mai încet după His, Met sau Leu. Funcționează cel mai bine la pH 8.
- Elastază - taie după Ala, Gly, Ser sau Val, dacă nu este urmată de Pro.
- Termolizină - taie înainte de Ile, Met, Phe, Trp, Tyr sau Val, cu excepția cazului in care este precedat de Pro. Uneori taie după Ala, Asp, His sau Thr. Stabil la căldură.
- Pepsină - taie înainte de Leu, Phe, Trp sau Tyr, dacă nu este precedată de Pro. Poate tăia și alți aminoacizi, fiind destul de nespecifică; funcționează cel mai bine la pH 2.
- Glutamil endopeptidază - taie după Glu. Funcționează cel mai bine la pH 8.
- Neprilizină